# Enceinte romaine de Nîmes
L'enceinte romaine de Nîmes, aujourd'hui en ruine, se dresse sur la commune française de Nîmes dans le département du Gard en  région Occitanie. À l'époque d'Auguste, elle constitue l'une des plus longues enceintes fortifiées de Gaule romaine, avec une longueur de plus de 6 kilomètres.
Les vestiges épars de l'enceinte antique sont inscrits au titre des monuments historiques par arrêté du 31 octobre 1989.

## Historique
L'enceinte de Nîmes est édifiée sous l'empereur romain Auguste, soit vers la fin du Ier siècle av. J.-C., pour fortifier la colonie de Nemausus. La construction de cette enceinte en temps de paix résulte d'une véritable faveur de la part de l'empereur, à l'égard d'une colonie qui, malgré son importance, n'était qu'une colonie de droit latin. Ayant plus qu'une simple valeur défensive, l'enceinte de Nemausus montre surtout le prestige de la capitale des Arécomiques.
L'enceinte augustéenne reste en bon état plusieurs siècles après la chute de l'Empire romain. Si elle permet à la ville de résister aux invasions franques dans un premier temps, elle ne tient cependant pas face aux nombreux dommages causés par Charles Martel au VIIIe siècle. Ces destructions accélèrent le déclin de la ville, qui connaît une phase de rétractation jusqu'à la construction de l'enceinte médiévale. Cette dernière est bâtie au XIe siècle, dans des dimensions bien plus modestes que celles de l'enceinte romaine.

## Description
Le rempart romain avait une circonférence d'un peu plus de 6 kilomètres et englobait une surface de 220 hectares. En Gaule romaine, la cité d'Augustodunum (Autun) avait une enceinte d'une longueur similaire. Seule l'enceinte de Vienne, avec ses 7 kilomètres de circonférence, dépassait en longueur le rempart nîmois.
Les murs avaient une hauteur de près de 10 mètres et une épaisseur pouvant atteindre les 3 mètres. Le parement des murs était réalisé à partir de moellons piqués et un blocage formait la partie intérieure. La base de la muraille était composée de plusieurs assises de pierre en moyen et grand appareil, notamment dans sa partie méridionale la plus visible. La muraille était couronnée de dalles en pierre d'une trentaine de centimètres de hauteur, issues de la carrière de Barutel.
Le nombre de tours devait avoisiner les 80 pour une dizaine de portes au total. À ce jour, il ne demeure aucune tour dont l'élévation soit complète. La tour Magne, bien qu'ayant perdu son couronnement, fait toutefois exception. La porte d'Auguste et la porte de France sont les seules portes partiellement conservées.